# 殊能將之
殊能將之（1964年1月19日—2013年2月11日），日本推理作家，福井縣人。
殊能將之畢業於福井縣立藤島高中。於名古屋大學理學部中途退學後任職出版製作公司，其後辭職。
殊能將之於1999年憑《剪刀男》一書獲得第十三屆梅菲斯特獎而出道。

## 人物
由於只有零碎個人資料而被稱為覆面作家。筆名引用自於屈原的楚辭中「天問」篇所提到的「何冯弓挟矢，殊能将之？ 既惊帝切激，何逢长之？」，意思是擁有特殊才能的人得以率軍。
創作小說的方法十分獨特，對社會問題亦有特別的感官，擅於將大量知識與嘲諷交織，並構成新的神秘風格。
例如在「奇美拉的新城」(暫譯)卷末標記了大量的參考文獻，但參考文獻的作者卻表示「完全不知道這本書參考了所列文獻中的何本何處」。
官方網站的日記披露，殊能將之對科幻小說及推理小說（特別是本格推理）十分狂熱。其中最喜愛的作家是美國的阿夫拉姆·戴維森與法國的本格推理作家保羅·霍爾特。
興趣是烹飪，亦偏好於跨類型的雜項知識與雙關語等，初期作品經常顯示類似的用法。但從官方網站開站之後就沒有這種傾向了，料理場景也是如此。
2008年發表短篇「閃亮亮蝙蝠」(暫譯)。

## 作品列表
粗體代表繁體中文版已出版，只顯示中文版出版日期。
- 長篇小說
  - 剪刀男（日语：ハサミ男）
    - 2006年12月 獨步文化
    - 2009年10月 新星出版社
    - 2020年7月 力潮文创 千本樱文库（发行）新星出版社（出版）

  - 美濃牛
    - 2021年12月 力潮文创 千本樱文库（发行）台海出版社（出版）

  - 黑佛
    - 2024年7月 力潮文创 千本樱文库（发行）台海出版社（出版）

  - 镜中的星期天（鏡の中は日曜日）
    - 2024年8月 力潮文创 千本樱文库（发行）台海出版社（出版）

  - 樒 / 榁
  - 孩子王/恐怖孩子王
    - 2005年1月 接力出版社
    - 2005年8月 麥田

  - キマイラの新しい城

## 注脚
1. ↑  . YOMIURI ONLINE (讀賣新聞). 2013-03-30  [2013-03-30].

## 外部連結
- mercy snow official homepage - 官方網站（連結已失效）